# Avitta polyscia
Avitta polyscia är en fjärilsart som beskrevs av James John Joicey och Talbot 1917. Avitta polyscia ingår i släktet Avitta och familjen nattflyn. Inga underarter finns listade i Catalogue of Life.